# 中国人民武装警察部队辽宁省总队
中国人民武装警察部队辽宁省总队，副军级单位，是驻扎在中华人民共和国辽宁省的中国人民武装警察部队内卫部队总队。
总队机关位于沈阳市于洪区，由司、政、后、装组成。下辖1、2、3、4直属支队，1支队为机动支队，以及各地级市市支队。支队下辖四个大队（直属支队司令部的还有一个警通中队以及一个勤务班），大队下辖两个中队（直属营部的还有一个通信班），中队下辖三个战斗排、一个后勤班、通信班。

## 历任领导

### 历任司令员（2013年01月01日前称总队长）
- 房仁民（1984年－1987年）
- 张国光大校（1987年－1992年）
- 李本少将（1992年－1996年）
- 王子卿少将（1996年－2001年）
- 刘洪凯少将（2001年－2004年）
- 孟洪喜少将（2004年－2008年）
- 肖凤合少将（2008年－2010年）
- 郭洛泰少将（2010年－2013年）
- 文福少将（2013年－2017年）
- 兰建勇少将（2017年－）[2]